# Cephalodromia curvata
Cephalodromia curvata är en tvåvingeart som beskrevs av Becker 1914. Cephalodromia curvata ingår i släktet Cephalodromia och familjen svävflugor.
Artens utbredningsområde är Kenya. Inga underarter finns listade i Catalogue of Life.